# Pedro Lambertini
Pedro Lambertini (Córdoba, 3 de diciembre de 1982) es un cocinero argentino, dedicado a la comida natural y orgánica, especialmente pastelería. Ha conducido distintos programas de televisión, entre ellos Alemania. Tradición y Sabores, U.N.O. Único, Natural y Orgánico, Frutos de la Sierra, Córdoba y D.O.S. Deli, Orgánico y Saludable, en el canal El Gourmet. También El camino de la cerveza, por Discovery Channel Latinoamérica. Escribió dos libros: “Al Natural” con recetas saladas y dulces, de Editorial Sudamericana y “Pastelería a la carta” de editorial Planeta.

## Biografía
Pedro Lambertini nació el 3 de diciembre de 1982 en la ciudad de Córdoba. Cuando tenía doce años, su familia se mudó a Buenos Aires. Estudió en el Colegio Pestalozzi. Ya de niño cocinaba para familiares y amigos, influenciado especialmente por la cocina italiana aprendida de su abuela.
Terminados sus estudios secundarios, ingresó a la Escuela de Cocineros del Gato Dumas. Comenzó su experiencia laboral en el hotel Caesar (junto a Germán Martitegui y Beatriz Chomnalez), el restaurante Sucre (junto a Fernando Trocca) y en el bar Uriarte. Al mismo tiempo inició un proyecto de cocina propia con servicios de pastelería.
En 2006 abrió "Natural Deli", restaurante dedicado a productos naturales y orgánicos.
Ha publicado recetas y críticas gastronómicas en diarios como La Nación, Clarín, Buenos Aires Herald y Tiempo Argentino y revistas como El Gourmet.com, Caras y Luz.
En junio de 2011 se estrenó UNO Único, Natural y Orgánico, su primer programa de televisión en El Gourmet, dedicado a la elaboración de productos de pastelería y panadería integral. También participó junto a otros colegas en respuestas al público en el programa Gourmet responde.
En abril de 2012 se estrenó Frutos de la Sierra. Córdoba, en el que recorría su provincia natal en busca de productos autóctonos para preparar nuevas recetas. En julio fue invitado por el chef Gino Molinari a la primera edición de Expo Guayaquil que tiene como propósito fomentar la cultura gastronómica ecuatoriana. Allí dictó dos clases de cocina.
En octubre de 2012 participó en la "Expo Elgourmet.com" realizada en la Ciudad de México.
En diciembre de 2012, participó junto a otros chefs de Latinoamérica del ciclo Juntos para Celebrar, un especial de Navidad emitido en la elgourmet.com.
En abril de 2013, estrenó D.O.S. Deli, orgánico y saludable por elgourmet.com. En junio participó del festival Guayaquil Gastronómico, en Ecuador.
En abril de 2014 estrenó Alemania. Tradición y sabores, programa en el que recorría ese país en bicicleta y mostraba platos típicos.
En 2016 publicó el libro "Al Natural", editado por Sudamericana (Penguin Random House).
A comienzos de  2024 publicó su segundo libro, “Pastelería a la carta”, de editorial Planeta.
Pedro se casó en mayo de 2024.